# جبال سيريتا
جبال سيريتا (بالإنجليزية: Little Mountains "الجبال الصغيرة") هي سلسلة جبال صغيرة تقع على بعد أربعين ميلاً جنوب غرب توكسون، في مقاطعة بيما، أريزونا. تاريخياً، شهدت المنطقة نشاطًا تعدينًا وتربية المواشي على نطاق واسع: العديد من المزارع، والمناجم المهجورة، وتضم المنطقة منجم سيريتا الكبير. أعلى نقطة في الجبال هي قُنة كيستون، التي يبلغ ارتفاعها 6188 قدمًا (1886 مترًا).